# خوان ديفيد أوتشوا فاسكيز
خوان ديفيد أوتشوا فاسكيز (بالإسبانية: Juan David Ochoa Vásquez)‏ (1949 إلى 25 يوليو 2013) مهرب مخدرات كولومبي وأحد مؤسسي كارتل ميديلين. وهو الأخ الأكبر لخورخي لويس وفابيو أوتشوا فاسكيز اللذان يعدان من أهم الشخصيات في كارتل ميديلين.

## الوفاة
توفي خوان ديفيد أوتشوا فاسكيز في 25 يوليو 2013 بسبب نوبة قلبية.